# Лопиталь, Поль Франсуа де Галлуччо де
Поль Франсуа де Галлуччо, маркиз де Лопиталь (де Л’Опиталь; фр. Paul-François de Galluccio, marquis de L'Hôpital; 13 января 1697 — 15 октября 1767) — французский дипломат и военачальник итальянского происхождения, посол Франции в Российской империи в годы Семилетней войны, автор мемуаров о России.

## Биография
Родился в 1690-х годах. Происходил из старинного неаполитанского дворянского рода Галуччо. В 1712 году поступил во французскую армию и дослужился до лагерного маршала (бригадира) к 1739 году, когда был назначен французским послом в Неаполе и пробыл на этой должности более шести лет. Вернувшись в 1746 году обратно во Францию он был произведён в генерал-лейтенанты и уже в том же году возглавлял противодействие британскому рейду на портовый город Лорьян.
В 1757 году маркиз де Лопиталь был назначен послом в Россию. По словам Казимира Валишевского, в то время это был уже пожилой (Лопиталю было за 60), страдающий подагрой генерал, медлительный и неловкий дипломат, привыкший к роскошной жизни и старавшийся не ударить в этом отношении в грязь лицом на фоне не менее роскошного двора Елизаветы Петровны.
На посту посла Лопиталь сразу же сблизился с «большим двором» императрицы Елизаветы и рассорился с «малым (молодым) двором» наследника, будущего императора Петра III, и его супруги Екатерины, которую описывал в своих депешах в Париж как «совершенно распущенную». Екатерина платила ему таким же отношением, однако ещё до её восшествия на престол, Лопиталь в 1760 году был отозван во Францию.
Посольство Лопиталя пришлось на время, когда Франция и Россия были союзниками в войне против Пруссии, поэтому он играл весьма важную роль при русском дворе, а его деятельность была отражена во многих документах, мемуарах современников, а в дальнейшем и в работах историков и художественных произведениях.
Представленный в статье прижизненный (исполненный с натуры) портрет Лопиталя (в меховой накидке с орденскими звёздами) был создан художником Луи Жаном-Франсуа Лагрене и хранится в коллекции Государственной Третьяковской галереи в Москве. Кроме того, существует парадный портрет Лопиталя работы Риго (в рыцарских доспехах).